# B.I (rapper)
Kim Han-bin (em coreano: 김한빈; nascido em 22 de outubro de 1996) mais conhecido pelo seu nome artístico B.I (em coreano: 비아이), é um rapper, compositor, CEO, coreógrafo e produtor musical sul-coreano. É conhecido por ser ex-integrante do grupo iKON. Em 2013 ele fez sua primeira aparição na televisão foi no programa de realidade WIN: Who Is Next da Mnet como um membro do "Team B". mais tarde, em 2014, ele apareceu no programa Mix & Match, formando com sucesso parte da formação do grupo masculino iKON sendo assim o atual lider do iKON. Ainda em 2014, ele apareceu ao lado de BOBBY na terceira temporada do concurso de rap do programa Show Me the Money.
Como compositor, B.I é creditado pelo single de estreia do grupo Winner de nome "Empty", por "Born Hater" do Epik High e "Whistle" do Black Pink. Além disso, como membro do iKON, ele é creditado por possuir papel na produção e composição de todas as faixas no seu álbum de estreia Welcome Back de 2015.

## Carreira

### 1996-2011: Início da vida e aparições
B.I nasceu em 22 de outubro de 1996, em Seul, Coreia do Sul. Ele fez sua primeira aparição musical com a idade de treze anos, em 2009 na música "Indian Boy" do rapper MC Mong, ele apareceu no MV e em performances ao vivo. Ele também fez uma aparição no MV da música de MC Mong intitulado "Horror Show".

### 2011-2014: WIN: Who Is Next e Show Me The Money
Ele se juntou a YG Entertainment em janeiro de 2011 juntamente com os colegas formandos, Bobby, Kim Jin-hwan, Yunhyeong, Junhoe, e Donghyuk, ele passou a fazer parte do grupo de seis formandos "Team B", participando do programa de realidade de sobrevivência WIN: Who Is Next da Mnet em 2013. As equipes A e B competiram no show pela oportunidade de estrear como um grupo sob o nome de "Winner", com a equipe perdedora dissolvendo ou sendo rearranjada. O show consistiu em três rondas de batalha consistindo de arranjo de música e desempenho de dança, após o público votou pela equipe vencedora. B.I foi designado como o líder do Team B e assumiu a liderança em sua coreografia e arranjos, ganhando créditos de composição para as músicas "Climax" e "Just Another Boy". Em última análise, o Team B perdeu a concorrência com a Team A passando a estrear como WINNER.
Em Maio de 2014, a YG Entertainment anunciou que o B.I e Bobby estariam competindo na terceira temporada do programa de sobrevivência de rap "Show Me the Money".BI juntou-se à equipe YG sob os mentores Masta Wu e Tablo do Epik High e progrediu para o top 8, liberando a música de alta-composição "Be I" para o sucesso gráfico antes de ser eliminado no sétimo episódio. Em agosto, Winner debutou com o single "Empty", que foi co-composta por B.I como um presente, e foi para o topo de várias paradas musicais.

### 2014–2019: Mix & Match e iKON
Após o final de "Show Me The Money 3", YG anunciou que os membros do Team B estaria voltando a competir em outro reality show intitulado "Mix & Match", que já começara a filmar durante o tempo em que B.I e Bobby estavam filmando para o Show Me The Money 3. Enquanto B.I, Bobby e Jinhwan foram confirmados para três dos sete lugares disponíveis como membros oficiais do iKON, os três membros restantes da Team B competiram com três novos trainees Jung Chan-woo, Yang Hong-seok e Jung Jin-hyeong, para os quatro lugares restantes na equipe. Durante a transmissão de Mix & Match, B.I é o atual lider do iKON,  B.I ganhou créditos de produção para mais duas músicas: a música "Wait for Me" do Team B como compositor e letrista e na faixa de colaboração "Born Hater" do Epik High. Além de ser um rapper destaque ao lado de Beenzino, Verbal Jint, Bobby, e Mino do WINNER, B.I foi creditado como co-compositor ao lado de DJ Tukutz (também do Epik High). B.I passou a debutar no iKON com os colegas, Bobby, Jinhwan, Yunhyeong, Junhoe, Donghyuk e Chanwoo em 15 de setembro de 2015 com a faixa "My Type". B.I ganhou o prêmio de compositor do ano e, juntamente com o iKON, ganhou o prêmio de música do ano com Love Scenario no Melon Music Awards em 2018. 

### 2020–presente: Atividades a solo
Apesar de deixar o iKON e a YG Entertainment em junho de 2019, B.I escreveu e compôs quatro das cinco músicas do EP I Decide de seu ex-grupo de 2020, incluindo a faixa-título "Dive", lançada pela YG Entertainment em 6 de fevereiro de 2020.
Em 28 de setembro de 2020, B.I foi nomeado diretor executivo da IOK Company. Em 11 de janeiro de 2021, foi revelado que B.I faria parte do décimo álbum de estúdio do Epik High, Epik High Is Here 上 (Parte 1) na música "Acceptance Speech", que foi lançada em 18 de janeiro de 2021, junto com o resto do álbum.
Em 19 de março de 2021, B.I lançou o álbum single de caridade, Midnight Blue (Love Streaming), por meio da afiliada da IOK Music 131 Label, cujo nome é derivado do formato das letras "B" e "I" juntas. Seu primeiro álbum single continha três canções escritas e compostas por ele mesmo. Um videoclipe animado para o single principal "Midnight Blue" também foi lançado no mesmo dia. Todas as faixas foram lançadas anteriormente, parcialmente, como demos via SoundCloud de B.I entre 2020 e 2021.
Em 7 de maio de 2021, a 131 Label anunciou o cronograma de lançamento de B.I como artista solo. Isso incluiu um single global "Got It Like That" com Destiny Rogers e Tyla Yaweh, lançado em 14 de maio de 2021, e seu primeiro álbum de estúdio completo, Waterfall, lançado em 1 de junho de 2021. Um videoclipe cinematográfico para a faixa-título "Illa Illa" também foi lançado junto com o álbum. O videoclipe ultrapassou 12,7 milhões de visualizações no YouTube nas primeiras 24 horas de seu lançamento, quebrando o recorde de videoclipe de estreia de artista solo masculino de K-pop mais visto nas primeiras 24 horas.
Em 25 de agosto de 2021, foi revelado que BI faria parte do terceiro álbum de estúdio de seu ex-colega de gravadora Lee Hi, 4 Only, na música "Savior", que ele escreveu e compôs. O videoclipe de "Savior" foi lançado em 3 de setembro de 2021. Supostamente distribuída em 27 de agosto, a música foi lançada oficialmente em todas as plataformas em 9 de setembro de 2021, junto com o restante do álbum.
Em 1º de outubro de 2021, B.I lançou o single digital "Lost At Sea (Illa Illa 2)", uma reinterpretação de "Illa Illa", apresentando Bipolar Sunshine e Afgan.
Em 11 de novembro de 2021, B.I lançou a primeira metade de seu segundo álbum de estúdio, Cosmos, incluindo o single principal de mesmo nome. Em janeiro de 2022, B.I se tornou o primeiro ato de K-pop e asiático a participar da série de performance digital feita pela The Recording Academy para destacar artistas de todo o mundo, chamada GRAMMY Global Spin. Ele cantou a música "Nineteen", que fazia parte de seu álbum Cosmos.
Em maio de 2022, B.I anunciou seu projeto de álbum global Love or Loved, com um single colaborativo de pré-lançamento com Soulja Boy intitulado "BTBT", com DeVita, lançado em 13 de maio. Em 27 de junho, ele lançou o single "Lullaby" com Chuu em colaboração com a Dingo Music.
Em agosto de 2022, B.I ingressou na plataforma UNIVERSE, um fandom sul-coreano e espaço de comunicação de artistas. Em 11 de outubro de 2022, a 131 anunciou que B.I havia renunciado ao cargo de diretor executivo da IOK Company e a 131 continuaria como uma gravadora independente.
A primeira parte do projeto global de B.I, o álbum de estúdio Love or Loved Part.1, foi lançado em 18 de novembro de 2022, incluindo o single de pré-lançamento "BTBT" e o novo single principal "Keep Me Up".

## Filantropia
Desde 2016, o B.I faz doações privadas para a Seungil Hope Foundation, uma organização sem fins lucrativos com o objetivo de divulgar a ELA. A fundação revelou em 2018 que suas doações chegaram a 30 milhões de won até agora. Em 2019, B.I doou ₩ 10.000.000 para a Hope Bridge National Disaster Relief Association para apoiar as vítimas afetadas pelos incêndios florestais em Sokcho, província de Gangwon. Em 10 de junho de 2019, BI, o elenco e a equipe de Grand Buda-Guest doaram duas toneladas de ração para cães no valor de ₩ 30.000.000 para um abrigo de cães em Gyeonggi-do. Em 2020, B.I doou 100.000 máscaras - no valor total de ₩ 200.000.000 - que foram distribuídas para fãs na Coreia do Sul, China, Tailândia, Japão, Indonésia e Vietnã em meio ao surto de COVID-19.
Em 10 de agosto de 2020, B.I doou sapatos para a creche "Angel's Haven for Children". Em 19 de dezembro de 2020, ele surpreendeu os fãs que se voluntariaram em Incheon, ajudando a entregar briquetes de carvão para famílias carentes. B.I e a IOK Company forneceram suporte adicional ao projeto de compartilhamento de briquetes doando 10.000 máscaras KF94.
Em 18 de dezembro de 2020, a B.I e a IOK Company doaram ₩ 200.000.000 em itens, incluindo 200.000 máscaras e 10.000 roupas íntimas, para a World Vision, uma ONG internacional de ajuda e desenvolvimento. Em 5 de janeiro de 2021, B.I e o CEO da empresa IOK, Jang Jin-woo, entregaram mais ₩ 200.000.000 em máscaras KF94 e roupas íntimas para a cidade de Osan para ajudar os vulneráveis durante a pandemia de COVID-19.
Em 19 de março de 2021, B.I lançou um álbum single de caridade chamado Midnight Blue (Love Streaming). Ele prometeu doar todos os rendimentos das fontes de som, gravações e taxas de direitos autorais do álbum para a World Vision para apoiar crianças em crise em todo o mundo. Em 4 de maio de 2021, B.I se encontrou pessoalmente com o presidente Cho Myung-hwan no World Vision Office em Seul para doar todos os lucros da venda de 10.000 álbuns individuais de edição limitada de Midnight Blue (Love Streaming). Além disso, B.I prometeu doar continuamente toda a receita das vendas de música digital e taxas de direitos autorais que o álbum acumularia.

Em 17 de setembro de 2021, a IOK Company anunciou que B.I havia feito uma segunda doação para a World Vision. B.I decidiu realizar um "projeto de doação mensal" para fornecer continuamente seus lucros de música e direitos autorais de seus álbuns Midnight Blue (Love Streaming) e Waterfall. As doações incluem todas as taxas de direitos autorais, vendas de músicas e álbuns e receita de conteúdo gerada após o lançamento do álbum e vão para o projeto Basic for Girls, que visa melhorar a ajuda na construção de banheiros femininos na Zâmbia, na África, e apoiar o fornecimento de absorventes higiênicos.